# Carlos Cação
Carlos Manuel de Brito Cação (Braga, Vila Verde, Valões, 3 de Março de 1985) é um engenheiro civil e político português, que viveu toda a sua juventude em Valões, Distrito de Braga, até se ingressar ao Ensino Superior. É deputado do Partido Social Democrata eleito pelo círculo eleitoral de Braga.

## Biografia
É deputado à Assembleia da República Portuguesa pelo círculo eleitoral de Braga eleito em 2022, desempenhando ainda funções na Comissão Parlamentar de Agricultura e Pescas e na Comissão Parlamentar de Ambiente e Energia.
Em 2005, ingressa no curso de Engenharia Civil na Escola de Engenharia da Universidade do Minho, obtendo o grau de Licenciado. Enquanto estudante exerceu vários cargos de representante dos estudantes, incluindo o de Tesoureiro da Associação de Estudantes de Engenharia Civil da Universidade do Minho.
Em Setembro de 2013, é eleito Presidente da Junta da União de Freguesias do Vade, sendo reeleito nas eleições autárquicas de 2017 e de 2021. Durante este período o autarca, juntamente com o seu executivo implementaram várias medidas focadas diretamente no cidadão das quais se destacam entre outras o Cheque Bebé, a Bolsa de Estudo para Estudantes do Ensino Superior, Kits escolares para o primeiro ciclo e explicações de português e matemática. É também durante os seus mandatos que abre a Loja do Munícipe no Vade, onde a população passa a ter acesso a serviços dos CTT´s, da Câmara Municipal, da Junta de Freguesia e da AMA num único espaço, e é requalificada a extensão de saúde do Vade.
Em Abril de 2016 é eleito Presidente da Associação Florestal do Cávado, associação que tem como principais objetivos promover a união entre os proprietários florestais, bem como oferecer aos associados apoio técnico que lhes permita gerir melhor as suas áreas florestais, sendo que esta é a associação com mais equipas de sapadores em Portugal que serve os concelhos de Vila Verde, Terras de Bouro, Braga, Barcelos, Esposende e Amares.
Em Janeiro de 2022 é eleito Deputado à Assembleia da República, pelo Partido Social Democrata, pelo círculo de Braga, desempenhando ainda funções na Comissão Parlamentar de Agricultura e Pescas e na Comissão Parlamentar de Ambiente e Energia.